# Dannemarie (Haut-Rhin)
Dannemarie település Franciaországban, Haut-Rhin megyében. Lakosainak száma 2258 fő (2022. január 1.). Dannemarie Manspach, Retzwiller, Wolfersdorf, Gommersdorf, Ballersdorf és Altenach községekkel határos.

## Népesség
A település népességének változása:
| Lakosok száma | 2292 | 2252 | 2287 | 2255 | 2259 | 2262 | 2266 | 2264 | 2258 |
|               | 2013 | 2015 | 2016 | 2017 | 2018 | 2019 | 2020 | 2021 | 2022 |